# غضب الموتى (فلم)
غضب الموتى (بالإنجليزية: Anger of the Dead) هو فيلم رعب تم إنتاجه في كندا وإيطاليا وصدر سنة 2015.

## القصة
بعد كارثة الزومبي ، تسعى أليس ، الحامل ، إلى إيجاد مكان أكثر أمانًا للعيش فيه. على طول الطريق ، تكتشف امرأة صامتة محتجزة من قبل الكابتن روكر الذي لا يرحم ، وهو عضو في مجموعة شبه عسكرية.

## وصلات خارجية
مقالات تستعمل روابط فنية بلا صلة مع ويكي بيانات